# Колокольчик ложечницелистный
Колокольчик ложечницелистный (лат. Campanula cochleariifolia) — травянистое растение; вид рода Колокольчик семейства Колокольчиковые (Campanulaceae) .

## Ботаническое описание

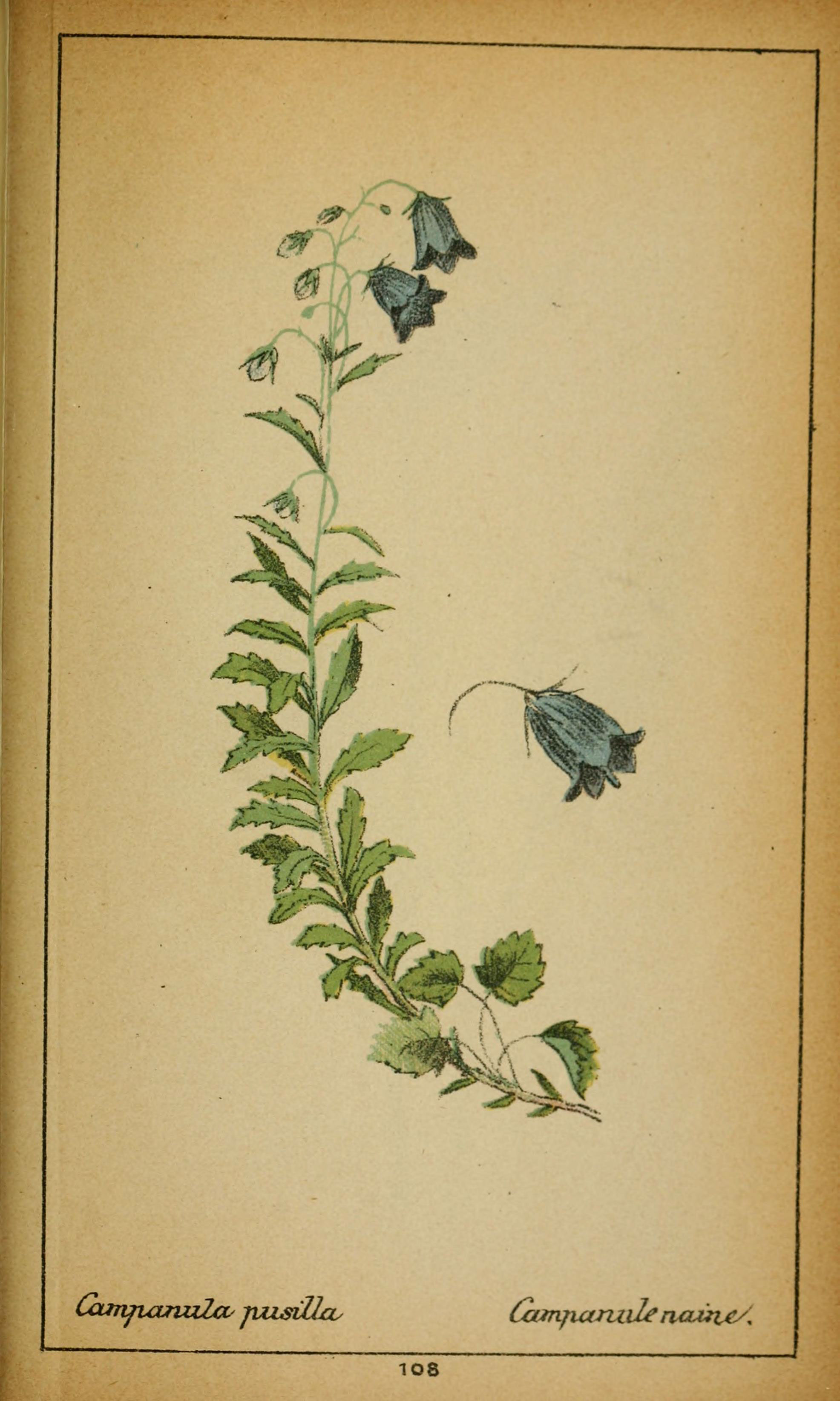
Ботаническая иллюстрация

Многолетнее травянистое растение высотой от 5 до 15, редко до 30 см. Часто образует плотные газоны со стерильными розетками листьев. Стебель густолистный снизу и редколистный сверху, опушённый у основания. В редких случаях все надземные части растения густо реснитчатые с короткими щетинками.
Базальные листья стелющиеся, листовые пластинки от широкояйцевидной до округлой формы; в период плодоношения они обычно не засыхают. Край листа надрезан. Нижние стеблевые листья ланцетные. Верхние стеблевые листья линейные и более или менее отчетливо короткощетинистые.
Период цветения — с июля по август. Цветки одиночные или немногочисленные (от двух до шести) в поникающих соцветиях. Гермафродитные цветки радиально-симметричные, пятизубчатые с двойным околоцветником. Голая чашечка заканчивается шиловидными долями чашечки без придатков. Колокольчатый венчик длиной от 10 до 15, редко до 20 миллиметров, цвет варьируется от светло-голубого до сине-фиолетового. Гемикриптофит.
Число хромосом 2n = 34.

## Распространение и экология
Произрастает в основном в известняковых районах Альп. Ареал простирается от Пиренеев до Карпат, Балкан и Румынии. В Германии встречается в южном Шварцвальде, на Швабском Альбе и в альпийских предгорьях.
Предпочитает известняковые почвы, растёт в основном в завалах, расщелинах скал и на лугах в долинах до высоты около 3000 метров и альпийских предгорьях. В Альпах Алльгау вид поднимается на высоту более 2000 м. Встречается на гравийном водоёме Изара в Пупплингер Ау около Вольфратсхаузена.
Значения экологических индикаторов согласно Landolt & al. в Швейцарии следующие: влажность F = 3+w (влажная, но умеренно изменчивая), освещенность L = 4 (светлая), реакция R = 5 (основная), температура T = 2 (субальпийская), питательность N = 2 (бедная питательными веществами), континентальность K = 3 (от субокеанической до субконтинентальной).

## Таксономия
Вид был впервые научно описан в 1783–1785 годах Жаном Батистом Ламарком в журнале Encyclopédie méthodique. Видовой эпитет cochleariifolia происходит от названия рода cochlearia, из-за сходства формы базальных листьев.